# Бииктасколь
Бииктасколь (каз. Биіктаскөл) — болото в Алтынсаринском районе Костанайской области Казахстана. Находится в 4 км к юго-западу от села Новоалексеевка.
По данным топографической съёмки 1944 года являлось озером. Площадь поверхности болота составляет 1,29 км². Наибольшая длина болота — 1,6 км, наибольшая ширина — 1,3 км. Длина береговой линии составляет 5 км, развитие береговой линии — 1,23. Болото расположено на высоте 190,2 м над уровнем моря.